# Roland Meier
Roland Meier (Dällikon, 22 novembre 1967) è un ex ciclista su strada svizzero, campione nazionale a cronometro nel 1995.

## Carriera
Tra i corridori svizzeri più in vista nelle gare dilettantistiche, nel 1992 partecipò alla prova in linea e alla cronometro a squadre dei Giochi olimpici di Barcellona, mentre nel 1993 vinse due tappe al Giro d'Austria e il titolo nazionale di categoria. Il passaggio al professionismo fu però piuttosto difficile: Meier ottenne un contratto pro solo nel 1994, a ventisei anni di età, con la squadra olandese TVM-Bison Kit. Nel 1995 si aggiudicò il campionato nazionale a cronometro.
Nel 1996 passò alla PMU Romand-Bepsa-Loup Sport, divenuta Post Swiss Team nel 1997. Nel 1998 stipulò quindi un contratto con il team francese Cofidis. All'età di trent'anni, in quella stagione Roland Meier corse il suo primo Tour de France come gregario dell'italiano Francesco Casagrande. L'azione più importante di Meier fu un tentativo di fuga nella tappa pirenaica con arrivo a Plateau de Beille, tappa in cui giunse secondo alle spalle di Marco Pantani: chiuse il Tour de France 1998 con un onorevole settimo posto in classifica generale, conquistando con la Cofidis la speciale classifica a squadre.
Concluse la sua carriera nell'agosto 2001, dopo neanche una stagione con la squadra tedesca Team Coast, a causa di vari infortuni e della positività riscontratagli al controllo antidoping dopo la Freccia Vallone di quell'anno. In otto stagioni fra i professionisti vinse complessivamente otto gare.

## Palmarès
- 1993 (Dilettanti)

6ª tappa Giro d'Austria (Kundl > Sillian)
8ª tappa Giro d'Austria (Faak am See > Drobollach)
Stausee Rundfahrt
Campionati svizzeri, Prova in linea Dilettanti
Schynberg Rundfahrt
4ª tappa Tour du Vaucluse
- 1995 (TVM)

Campionati svizzeri, Prova a cronometro
- 1996 (PMU Romand-Bepsa-Loup Sport)

3ª tappa Wien-Rabenstein-Gresten-Wien
1ª tappa Ostschweizer Rundfahrt
4ª tappa Ostschweizer Rundfahrt
Classifica generale Ostschweizer Rundfahrt
Schynberg Rundfahrt
- 1997 (Post Swiss Team)

Hegiberg-Rundfahrt
2ª tappa Grand Prix Tell

## Piazzamenti

### Grandi Giri
- Giro d'Italia

1995: ritirato (16ª tappa)
- Tour de France

1998: 7º
1999: 15º
2000: 44º
- Vuelta a España

1994: 100º
1995: 108º
1999: non partito (10ª tappa)

### Competizioni mondiali
- Campionati del mondo

Utsunomiya 1990 - In linea Dilettanti: 16º
Oslo 1993 - Cronosquadre Dilettanti: 3º
Oslo 1993 - In linea Dilettanti: 13º
Agrigento 1994 - In linea Elite: ritirato
Lugano 1996 - In linea Elite: 38º
San Sebastián 1997 - Cronometro Elite: 14º
San Sebastián 1997 - In linea Elite: ritirato
Valkenburg 1998 - In linea Elite: ritirato
Verona 1999 - In linea Elite: ritirato
- Giochi olimpici

Barcellona 1992 - In linea: 19º
Barcellona 1992 - Cronosquadre: 19º